# Liste der Biografien/Barh
Liste der Biografien |
Portal Biografien |
Personensuche
# |
A |
B |
C |
D |
E |
F |
G |
H |
I |
J |
K |
L |
M |
N |
O |
P |
Q |
R |
S |
T |
U |
V |
W |
X |
Y |
Z |
?
 
Ba |
Be |
Bd |
Bg |
Bh |
Bi |
Bj |
Bl |
Bm |
Bn |
Bo |
Br |
Bs |
Bu |
Bw |
By |
Bz
 
Baa |
Bab |
Bac |
Bad |
Bae |
Baf |
Bag |
Bah |
Bai |
Baj |
Bak |
Bal |
Bam |
Ban |
Bao |
Bap |
Baq |
Bar |
Bas |
Bat |
Bau |
Bav |
Baw |
Bax–Baz
 
Bara |
Barb |
Barc |
Bard |
Bare |
Barf |
Barg |
Barh |
Bari |
Barj |
Bark |
Barl |
Barm |
Barn |
Baro |
Barp |
Barq |
Barr |
Bars |
Bart |
Baru |
Barv |
Barw |
Bary |
Barz
Die Liste der Biografien führt alle Personen auf, die in der deutschsprachigen Wikipedia einen Artikel haben. Dieses ist eine Teilliste mit 11 Einträgen von Personen, deren Namen mit den Buchstaben „Barh“ beginnt.

## Barh

### Barha
- Barham, C. E. (1904–1972), US-amerikanischer Politiker
- Barham, Drew (* 1989), US-amerikanischer Basketballspieler
- Barham, John All (1843–1926), US-amerikanischer Politiker
- Barham, Peter (* 1950), britischer Physiker und Sachbuchautor
- Barham, Richard Harris (1788–1845), englischer Schriftsteller

### Barhe
- Barheine, Julius (1897–1976), deutscher Maler und Grafiker

### Barho
- Bärhold, Rosemarie, deutsche Schauspielerin und Hörspielsprecherin
- Bärholz, Daniel (1641–1688), deutscher Schriftsteller und Ratsmitglied
- Barhom, Ashraf (* 1979), israelischer Schauspieler
- Barhoum, Ismail (1968–2025), Mitglied des Politbüros der Hamas

### Barhy
- Barhylewytsch, Anatolij (* 1969), ukrainischer Generalmajor, Kommandeur der Territorialverteidigung der UkraineAnatolij Barhylewytsch (* 1969)

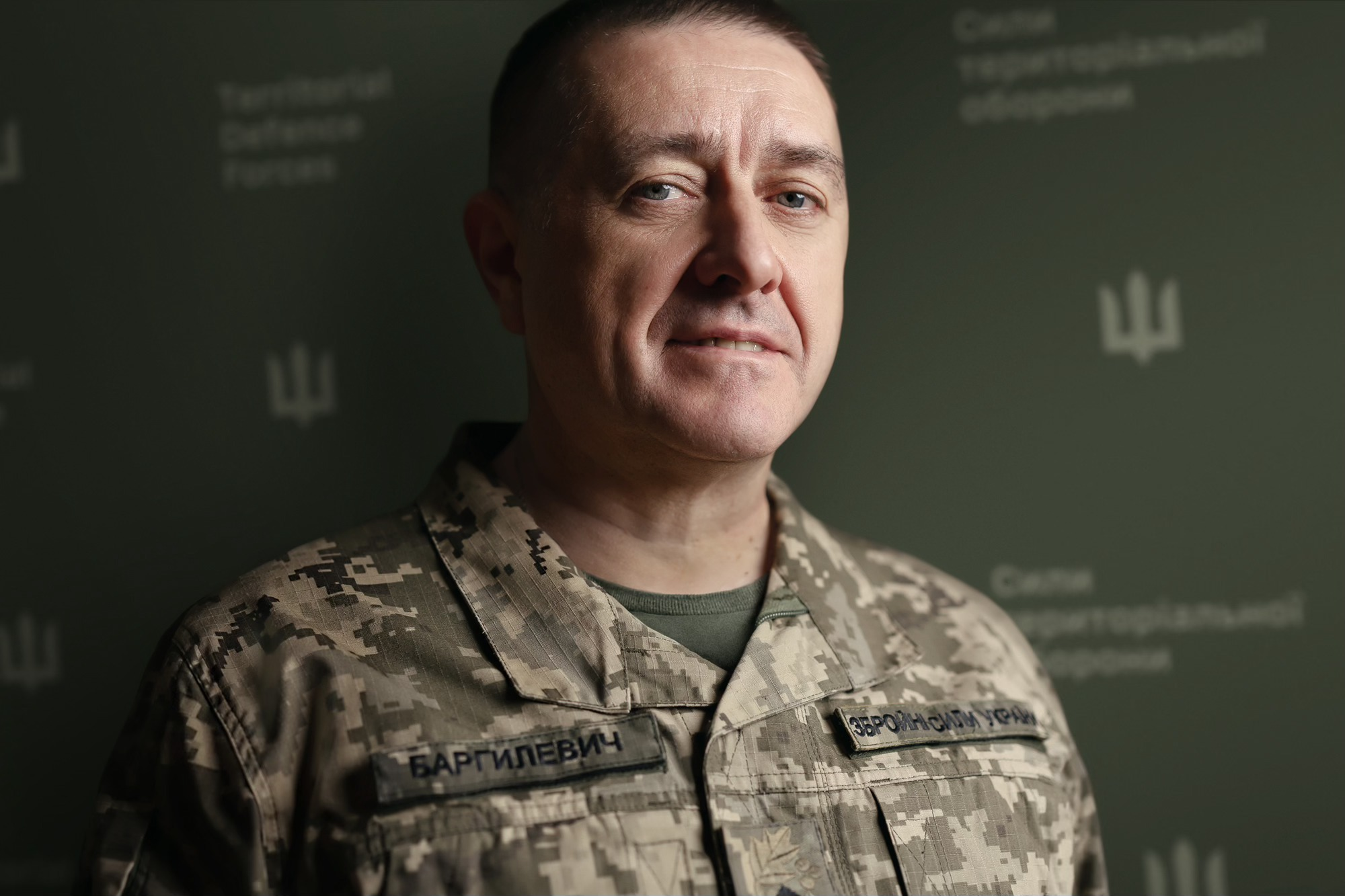
Anatolij Barhylewytsch (* 1969)